# 仮面ライダー×仮面ライダー ゴースト&ドライブ 超MOVIE大戦ジェネシス
- 仮面ライダーシリーズ
  - 仮面ライダーゴースト > 仮面ライダー×仮面ライダー ゴースト&ドライブ 超MOVIE大戦ジェネシス
  - 仮面ライダードライブ > 仮面ライダー×仮面ライダー ゴースト&ドライブ 超MOVIE大戦ジェネシス
  - MOVIE大戦シリーズ > 仮面ライダー×仮面ライダー ゴースト&ドライブ 超MOVIE大戦ジェネシス

『仮面ライダー×仮面ライダー ゴースト&ドライブ 超MOVIE大戦ジェネシス』（かめんライダー かめんライダー ゴーストアンドドライブ ちょうムービーたいせんジェネシス）は、2015年12月12日に公開された映画。

## 概要
特撮テレビドラマ「仮面ライダーシリーズ」の『仮面ライダーゴースト』と『仮面ライダードライブ』の映画作品であり、放送中の仮面ライダーと前作の仮面ライダーが共演するクロスオーバー作品「MOVIE大戦シリーズ」の第7弾でもある。『ゴースト』としては初、『ドライブ』としては4本目の映画作品である。
本作品では、「複数のパートでそれぞれ異なる物語を描く」という「MOVIE大戦シリーズ」の定番要素を廃し、1本のストーリーとして構成している。
劇場版限定・初登場仮面ライダーが登場するほか、『ゴースト』テレビシリーズに先駆けて仮面ライダーネクロムが登場する。

## あらすじ
108体のロイミュードを撲滅してから3ヶ月後、頻発する超常現象の極秘捜査を命じられた泊進ノ介 / 仮面ライダードライブと詩島霧子は、大天空寺へと足を運ぶ。超常現象の目撃者の中にいつも確認されている月村アカリと御成に接触しようとするが、眼魔スペリオルが天空寺タケル / 仮面ライダーゴーストからムサシ眼魂を盗み出す。タケルは、眼魂を奪還しようと変身して眼魔に立ち向かうが、進ノ介たちには、眼魔が見えない。そのため、大天空寺の器物を誤って破壊してしまうなど1人で暴れているように見えるゴーストを進ノ介と霧子は誤解してしまう。さらに詩島剛 / 仮面ライダーマッハが加わりゴーストに襲い掛かる。そこに深海マコト / 仮面ライダースペクターも乱入。そして、進ノ介は、剛が持ってきたハーレー博士が自分用に作ったマッハドライバー炎とシフトデッドヒートで、仮面ライダーデッドヒートドライブに変身し、2対2の戦いに発展してしまうも、アカリが放射した不知火のおかげで、ようやく眼魔が見えるようになり、4人は眼魔スペリオルを撃破し、タケルはムサシ眼魂を取り返した。
タケルたちと進ノ介たちは協力することになるが、突如モノリスに現れたワームホールによって、進ノ介とタケルは、10年前の過去（2005年）にタイムスリップしてしまう。そこで進ノ介は初めて知り合う前のベルトさん（ドライブドライバー）と、タケルは生前の父・天空寺龍との「再会」を果たすが、龍が眼魔との戦いで亡くなった日が間近に迫っていることを知ったタケルと進ノ介は、それを阻止すべく動き出す。
一方、2人が過去に渡ったことでバタフライ・エフェクトが起こって歴史が変わり、10年後の現在（2015年）には撲滅した筈のロイミュードたちが大挙して現れ、剛とマコトは復活したチェイス / 仮面ライダーチェイサーと共に迎え撃つ。
そして過去（2005年）では、「世紀の大天才」と謳われた偉人・レオナルド・ダ・ヴィンチの力を持つダヴィンチ眼魔の誕生を目論むラファエロ眼魔とミケランジェロ眼魔によってチビアカリ（幼いころのアカリ）が誘拐される事件が起こり、進ノ介とタケルは、龍とチビタケル（幼いころのタケル）と共にチビアカリの救出に向かう。

## 本作品オリジナルの人物
チビタケル、チビアカリ
それぞれ、2005年時点の天空寺タケル（当時8歳）と月村アカリ（当時9歳）。テレビシリーズにも同一のキャストで登場している。

## 本作品オリジナルの仮面ライダー
数値データはボーナスディスクのデータファイルおよび『仮面ライダードライブ超全集』より。
この他、劇中で仮面ライダーマッハがラファエロ、仮面ライダースペクターがミケランジェロの眼魔眼魂を使いゴーストチェンジを試みたが、両者とも偉人に対する知識がなかったため、眼魂に宿る偉人の魂に応えられず失敗した。

### 仮面ライダーゼロドライブ
泊進ノ介が2005年のベルトさん（ドライブドライバー）を装着し、シフトブレスにシフトスピードプロトタイプを装填して変身する想定外の形態。歴史上初めて現れたドライブである。進ノ介とタケルが2005年の世界にいる間に変身する形態。
シフトスピードプロトタイプで変身しているため、プロトドライブとタイプスピードを合体させたような姿をしている。
タイヤコウカン機能はなく、戦闘力は通常のドライブはおろかプロトドライブよりも低いが、進ノ介の闘志と経験値でカバーしている。必殺技は、通常のドライブと同じ手順で発動し、赤い電撃を纏った跳び蹴りを放つ。
- スーツはゴルドドライブのリペイントであり、Vシネマ『仮面ライダーチェイサー』では再びプロトドライブに戻された。

### 仮面ライダーデッドヒートドライブ
泊進ノ介が専用のマッハドライバー炎にシフトデッドヒートを装填して変身する仮面ライダー。物語の序盤で一度だけ変身した。
外見はベルトがマッハドライバー炎であることとシフトブレスがないこと以外は、スペックはかつての仮面ライダードライブ タイプデッドヒートと同等である。
タイプデッドヒートとほぼ同じ外見をしているだけあって、仮面ライダーとしての力もそれなりにあり、ゴースト オレ魂を押さえつけて身動きを封じた他、マッハ、ゴースト、スペクターと力を合わせて眼魔Aを撃破している。
- 名称は劇中では呼ばれず、公式サイトやパンフレットなどでは（仮面ライダードライブ）タイプデッドヒート[出典 2]、東映公式サイトや『仮面ライダードライブ超全集』では仮面ライダーデッドヒートドライブ[6]と記述されている。

ツール
マッハドライバー炎
剛がハーレー博士に頼んで作ってもらった進ノ介専用のマッハドライバー炎。仮面ライダーデッドヒートドライブの変身にも使用される。
進ノ介がデッドヒートドライブに変身する時には「シグナルバイクシフトカー!ライダー!デッドヒート!」の音声が流れる。
小説作品『仮面ライダードライブ マッハサーガ』において、急造品だったことが災いして、『ジェネシス』の後に壊れたことが判明。
シフトデッドヒート
『仮面ライダードライブ』にも登場したサイドカー型シフトカー。仮面ライダーデッドヒートドライブの変身にも使用される。

必殺技
デッドヒートドロップ
キックマッハーやチェイサーエンドと同様の手順で発動。オリジナルのタイプデッドヒートと同様の技。

### 仮面ライダーゴースト トウサン魂
天空寺タケルが今まで集めた5つのゴースト眼魂と、天空寺龍の魂が融合したトウサンゴースト眼魂を、ゴーストドライバーに装填して変身した強化形態。放送当時の東映公式サイトでは「（スペシャルな登場の仕方をした）闘魂ブースト魂」として紹介されていたが、後の「仮面ライダー図鑑」では別形態として扱われている。
外観はテレビシリーズにおける闘魂ブースト魂と同一であり、同様にサングラスラッシャーを武器に戦う。変身音声も闘魂ブースト魂とほぼ同じだが、眼魂装填時の音声が「一発トウサン！」、レバー操作時の音声が「トウサン！カイガン！ブースト！」、オメガドライブ時の音声が「トウサン！ダイカイガン！ブースト！」、変身を解除する際の音声が「サンキュー！トウサン！」に変化している。
必殺技
オメガシャイン
サングラスラッシャーソードモードにオレ眼魂とムサシ眼魂をセットして発動。刀身に炎の斧を生成し、落下の勢いを乗せて敵を斬り裂く。こちらもサングラス操作時の音声が「トウサン！ダイカイガン！」に変化する。
作中ではオメガドライブも同時に発動し、エネルギー斧に紅い炎を纏わせて威力を上昇させた。

## 怪人
ダヴィンチ眼魔
ダヴィンチ眼魂を取り込み変貌した眼魔。ウィトルウィウス的人体図をイメージした4本の手足、胴体にモナ・リザのような女面と組んだ手があり、頭部には髭とエアリアルスクリューを被っている。
指先や女面の眼から光線を放ち、体を高速回転させて衝撃波や竜巻を発生させる、具現化したモナ・リザの絵画を投擲するなど、様々な攻撃手段を持つ。また、眼魔コマンドを生み出すことも可能。
自らを「全知全能の神」と称し、地球を眼魔の理想郷とするために活動する。
- 前述のようにレオナルド・ダ・ヴィンチのパブリックイメージを全て乗せたものとなっている。

『真相！英雄眼魂のひみつ！』
眼魔世界のイゴールの部屋にあったモナリザの絵を基に西園寺によって生み出されるが、タケルの呼びかけによって目覚め、自らを開放するよう願い、倒されたあとはダヴィンチ眼魂となった。

ルネサンス眼魔
ダヴィンチ眼魔にラファエロ眼魔とミケランジェロ眼魔が融合して生まれた巨大眼魔。上半身が3人の人間の男で下半身がライオンとユニコーンと鷲で構成された、彫刻のように無機質で超巨大な異形の姿をしている。全体的なシルエットはエゼキエルの幻視を髣髴させるが、林檎を咥えた蛇が意匠されているなど、ルネサンス三大巨匠の芸術品を混ぜ合わせたデザインとなっている。
天空を指さすことで召喚した大型の転送ゲートから隕石群を降らせて、一帯をフレスコ画のような風貌に変えるといった凄まじいパワーを誇る。機動力も極めて高く、ライオンとユニコーンの四肢によって大地を駆け回り、鷲の翼によって飛翔できる。
- デザイン段階では、両側にラファエロ眼魔の両肩の天使が飛んでいた。

ラファエロ眼魔
ラファエロ眼魂を取り込み変貌した眼魔で、ダヴィンチ眼魔の協力者。若い男の肖像に似た画家のような姿をしており、2人の天使が肩に掴まっている。
格闘戦が得意で、天使の翼から羽根型のエネルギー光弾を飛ばすことが可能。
- この個体のみ、素体となる眼魔アサルトの目の形状を反対にしている。カッコいいミケランジェロとは対照的に少しクレージーな感じを狙っている。画家のような見た目にしており、両肩に眼魔の眼となっている天使を付けている。

ミケランジェロ眼魔
ミケランジェロ眼魂を取り込み変貌した眼魔で、ダヴィンチ眼魔の協力者。ダビデ像を髣髴させる姿をしており、体には「禁断の果実」の林檎を咥えた蛇が巻き付いている。
怪力を活かした肉弾戦の他、伸縮自在に伸びる蛇の幻影を操って敵に強く巻き付けて締めたり、壁に叩き付けるといった攻撃を行う。
- デザインモチーフは彫像。聖書をモチーフとした絵画が元となっている。怪物的なダヴィンチ眼魔に対して、クールでスタイルのいい二枚目キャラとなっている。

眼魔スペリオル
単体で登場した者と上記の眼魔の素体となった者が登場した。
眼魔A
2015年で盗みを働いていた眼魔。
デッドヒートドライブ・マッハ・ゴースト・スペクターの同時攻撃で倒された。

眼魔コマンド・眼魔アサルト
ダヴィンチ眼魔によって大量に生み出され、そのうちの眼魔アサルトの2体がラファエロ眼魔とミケランジェロ眼魔を復活させるための素体となった。

## アイテム
ダヴィンチ眼魂
レオナルド・ダ・ヴィンチの魂を宿す金色の眼魔眼魂。アカリの想いを利用して召喚させた。

ラファエロ眼魂
ラファエロ・サンティの魂を宿す赤い眼魔眼魂。

ミケランジェロ眼魂
ミケランジェロ・ブオナローティの魂を宿す白い眼魔眼魂。

トウサンゴースト眼魂
天空寺龍の魂とタケルが所持するムサシ、ロビン、ニュートン、ベートーベン、ビリー・ザ・キッドの眼魂が融合して生まれたトウサンゴーストが変化した眼魂。
テレビシリーズに登場している闘魂ブースト眼魂と同一の形状をしている。

ブースターイグアナゴーストライカー
イグアナゴーストライカーにライドブースターが合体した形態。

## キャスト
- 天空寺タケル / 仮面ライダーゴースト - 西銘駿
- 泊進ノ介 / 仮面ライダードライブ - 竹内涼真
- 深海マコト / 仮面ライダースペクター - 山本涼介
- チェイス / 仮面ライダーチェイサー - 上遠野太洸
- 詩島剛 / 仮面ライダーマッハ - 稲葉友
- 月村アカリ - 大沢ひかる
- 詩島霧子 - 内田理央
- 御成 - 柳喬之
- 沢神りんな - 吉井怜
- 西城究 - 浜野謙太
- 追田現八郎 - 井俣太良
- シブヤ - 溝口琢矢
- ナリタ - 勧修寺玲旺
- チビタケル - 山田日向[14]
- チビアカリ - 吉岡千波[14]
- ブレン - 松島庄汰
- メディック - 馬場ふみか
- ハート - 蕨野友也
- アラン - 磯村勇斗
- 西園寺主税 - 森下能幸
- 警備員 - 加藤泰平（テレビ朝日アナウンサー）
- 佐高 - 藤岡大樹
- 天空寺龍 - 西村和彦
- 仙人 - 竹中直人
- 本願寺純 / 仮面ライダー純 - 片岡鶴太郎

### 声の出演
- ベルトさん - クリス・ペプラー
- ユルセン - 悠木碧
- 眼魔A - 高戸靖広
- ラファエロ眼魔 - じろう（シソンヌ）[15]
- ミケランジェロ眼魔 - 長谷川忍（シソンヌ）[15]
- ダヴィンチ眼魔 / ルネサンス眼魔 - ケンドーコバヤシ[16]

### スーツアクター
- 仮面ライダーゴースト[17]、仮面ライダードライブ[17] - 高岩成二
- 仮面ライダースペクター[18]、仮面ライダーマッハ[18] - 渡辺淳
- 仮面ライダードライブ[19] - 永徳
- 今井靖彦
- ダヴィンチ眼魔[20] - 岡元次郎
- メディックロイミュード[21] - おぐらとしひろ
- 佐藤太輔
- 藤井祐伍
- ラファエロ眼魔[22] - 神前元
- 渡辺実
- 仮面ライダー純[23] - 喜多川2tom
- 青木哲也
- 大林勝
- 高橋光
- 内川仁朗
- 仮面ライダーマッハ[24] - 岡田和也
- 高田将司
- 藤田慧
- 大岩剣也
- 寺本翔悟
- 井口尚哉
- 戦闘員眼魔[25] - 蔦宗正人
- 榮男樹
- 宮腰拓弥
- 穂積慎也
- 藤木かおる
- 草野伸介
- 関谷健利
- 松本直也
- 菊池雄人
- 藍田将太
- 上平田結花

## スタッフ
- 原作 - 石ノ森章太郎
- 脚本 - 林誠人
- 音楽 - 坂部剛、鳴瀬シュウヘイ、中川幸太郎
- 製作 - 鈴木武幸（東映）、平城隆司（テレビ朝日）、間宮登良松（東映ビデオ）、高木智悌（アサツー ディ・ケイ）、木下直哉（木下グループ）、垰義孝（バンダイ）
- 企画 - 白倉伸一郎（東映）、林雄一郎（テレビ朝日）、加藤和夫（東映ビデオ）、波多野淳一（アサツー ディ・ケイ）、小助川典子（木下グループ）、小野口征（バンダイ）
- 撮影 - 倉田幸治
- 照明 - 斗沢秀
- 美術 - 大嶋修一
- 録音 - 堀江二郎
- 編集 - 須永弘志（coolcut）
- 整音 - 曽我薫
- 助監督 - 伊藤良一
- スクリプター - 國米美子
- 制作担当 - 中島嘉隆
- ラインプロデューサー - 道木広志
- Bカメラ - 宮崎悟郎
- VE - 小森広美
- キャラクター管理 - 中村豊
- カースタント&コーディネート - 西村信宏
- カースタント - 河村章夫、橋本充吾、伊藤和巳、柳場栄一（タケシレーシングチーム）
- 操演 - 髙木友善（ライズ）
- クリーチャーデザイン - 島本和彦とビッグバンプロジェクト、竹谷隆之
- キャラクターデザイン - 田嶋秀樹・伊津野妙子（石森プロ）、小林大祐（PLEX）
- 資料担当 - 山辺浩一、金子しん一（石森プロ）
- 特殊造型コーディネーター - 蟻川昌宏
- 造型 - 浅野桂・飯塚陽子・伊藤成昭・井上文人・大畠麻衣・大脇涼・沖雄貴・川手直美・栗原志歩・小林広一・齋藤孝造・坂本孝一郎・佐藤敏夫・島貫翔・鈴木信一・鈴木淳一・高木浩治・辰巳茉莉子・田中孝弘・寺門剛・貫井響・秦杏奈・畑部績宇・原田堅司・平山節・福岡寛・藤波和代・前田澄江・松川翼・三上喜康・山口純一・山口遥・山本誠一・吉田哲弥（ブレンドマスター）
- 助監督 - 作野良輔、平舘銀河、石井千晶、齊藤崇浩
- 進行主任 - 本間隆廣、斎藤寛
- 進行助手 - 魚田孝浩
- プロデューサー補 - 小髙史織、安東健太
- 広報AP - 上浦侑奈（東映）
- ラインプロデューサー補 - 下前明弘
- 制作デスク - 武中康裕、宮地みどり
- 絵コンテ - なかの★陽
- 制作プロダクション - 東映テレビ・プロダクション
- スーパーハイザー - 小野寺章（石森プロ）
- エグゼクティブプロデューサー - 佐々木基（テレビ朝日）
- プロデューサー - 高橋一浩・大森敬仁・望月卓（東映）、菅野あゆみ
- 特撮監督 - 佛田洋
- アクション監督 - 宮崎剛、石垣広文（ジャパンアクションエンタープライズ）
- 「ゴースト&ドライブ」製作委員会（東映、テレビ朝日、東映ビデオ、アサツー ディ・ケイ、木下グループ、バンダイ）
- 監督 - 金田治（ジャパンアクションエンタープライズ）
- 配給 - 東映[注釈 1]

## 音楽
主題歌「はじまりの日」
作詞・作曲 - 1 FINGER / 作曲・編曲 - 守尾崇 / 歌 - 1 FINGER

劇中歌「我ら思う、故に我ら在り」
作詞・作曲 - 綾小路翔 / 編曲 - 木内健 / 歌 - 氣志團

## 制作
監督は『仮面ライダードライブ』テレビシリーズの監督を務めた金田治が担当。脚本は「ケータイ刑事 銭形シリーズ」や『TRICK』シリーズや『ドクターX〜外科医・大門未知子〜』シリーズなどを執筆し、本作品がシリーズ初参加となる林誠人が担当する。テレビ朝日エグゼクティブプロデューサーの佐々木基は林の起用について、仮面ライダーシリーズを何も知らないことが理由であると林本人に告げている。
林は脚本執筆にあたり1ヶ月ほどかけて映像や資料で『ドライブ』について勉強したが、プロット打ち合わせ段階では『ドライブ』終盤の脚本や『ゴースト』の内容も定まっていなかった。林は最初に宇宙を舞台にしたストーリーを考えたが、予算がかかりそうだとして佐々木に却下され、その後『ゴースト』第1話の準備稿を元に、天空寺龍が生きている過去の時代へタイムスリップする内容へと定まった。スケジュールや予算の都合などから、最終的には構想の1/3ほどをカットしたものが決定稿となった。タイトルは、ドライブとゴースト双方の「始まり」を描くことから準備稿で『俺たちのジェネシス』というサブタイトルがつけられ、完成作品へ至った。
深海マコト / 仮面ライダースペクターについては、脚本段階では変身するマコトの名前が決まっておらず、撮影も『ゴースト』でスペクターが登場したばかりの第5話・第6話と並行していたため、キャラクターを模索しながらの撮影となった。テレビシリーズとのすり合わせを行いつつも、第5話・第6話時点とは異なる立ち位置であるため、金田・林・演じた山本涼介のいずれもマコト/スペクターのキャラクター付けに苦労したことを語っている。
片岡鶴太郎演じる本願寺純と竹中直人演じる仙人との掛け合いは、脚本では大まかな流れのみを指定しただけで、演じる両名のアドリブで行われた。具体的な打ち合わせはなくぶっつけ本番であったが、一発OKであったという。
敵キャラクターには、アインシュタインやベーブ・ルースなどの案も挙がっていたが、近現代の人物は権利関係の問題から不採用となった。東映プロデューサーの高橋一浩によりアインシュタインに匹敵する天才としてレオナルド・ダ・ヴィンチが挙げられ、それに合わせてラファエロとミケランジェロも登場する流れとなった。
『ドライブ』テレビシリーズの最終回にて既に対面済であったドライブとゴーストであるが、本作品においてその点は特に反映されていない。また本作品で描写された天空寺龍が殺害される経緯は、『ゴースト』テレビシリーズ終盤で描かれたものとは異なっているが、高橋は本作品の内容は歴史が書き換えられた設定上のものとしており、テレビシリーズでの描写と変えることは当初の予定通りであったと述べている。

## 映像ソフト化
2016年5月11日発売。Blu-ray / DVDでリリース。本作品より『仮面ライダー×スーパー戦隊 超スーパーヒーロー大戦』まで、通常版はBlu-ray+DVDのセット版と本編DVDのみの2パターンで発売された。
- 仮面ライダー×仮面ライダー ゴースト&ドライブ 超MOVIE大戦ジェネシス ［Blu-ray+DVD］通常版（2枚組）
  - ディスク1：本編Blu-ray
  - ディスク2：本編DVD
    - 映像特典（ディスク1、ディスク2共通）
      - TRAILER
- 仮面ライダー×仮面ライダー ゴースト&ドライブ 超MOVIE大戦ジェネシス DVD通常版（1枚組）
  - 映像特典
    - TRAILER
- 仮面ライダー×仮面ライダー ゴースト&ドライブ 超MOVIE大戦ジェネシス コレクターズパック（2枚組）
  - ディスク1：本編ディスク（通常版と共通）
  - ディスク2：特典ディスク（Blu-ray版はBlu-ray、DVD版はDVDで収録）
    - メイキング
    - 完成披露上映会舞台挨拶
    - 公開初日舞台挨拶
    - TV SPOT
    - DATA FILE
    - POSTER GALLERY

  - 初回限定特典
    - 特製スリーブケース

## 評価
丸の内TOEI2他全国292スクリーンで公開され、2015年12月12・13日の初日2日間で興収2億2,280万2,100円・動員18万1,151人を記録し、映画観客動員ランキング（興行通信社調べ）で初登場第4位を獲得した。